# Mark Ehrenfried
Mark Ehrenfried (ur. 24 czerwca 1991) – niemiecki pianista. Jest znany w Niemczech i Europie z interpretacji utworów m.in. Mozarta, Bacha i Beethovena oraz z tego, że swoją popularność zdobył już we wczesnym dzieciństwie. Wielokrotnie gościł też w licznych reportażach telewizyjnych i programach muzycznych oraz programach typu talk-show.

## Życiorys
Mark Ehrenfried urodził się 24 czerwca 1991 w Berlinie. Był uważany za wybitnie uzdolnione dziecko należące do grupy dzieci z ilorazem inteligencji powyżej 130. Mark Ehrenfried tak bardzo różnił się od rówieśników swoim zachowaniem, osobowością i zainteresowaniami, że przysporzyło mu to problemów w szkole. Z powodu szykan ze strony rówieśników musiał przenieść się do innej szkoły.
Jego zdolności muzyczne zostały dostrzeżone, gdy miał trzy lata. W wieku czterech lat zaczął pobierać lekcje gry na fortepianie i koncertować. Pierwszy oficjalny koncert odbył się 26 lutego 1999 w sali Centrum Rosyjskiego (Russisches Zentrum) w Berlinie. Miał wówczas siedem lat. W roku 2001, gdy miał dziesięć lat, ukazała się jego pierwsza płyta CD.
Mark Ehrenfried koncertował również w Filharmonii Berlińskiej oraz w Domu Koncertowym przy placu Gendarmenmarkt w Berlinie.

## Dyskografia
- 2001: Meine Lieblingsstücke[1][5]
- 2002: Gestatten[8]
- 2002: Mark Ehrenfried Plays Bach, Mozart, Haydn, Beethoven Et Al[9]
- Live im Kammermusiksaal der Berliner Philharmonie (album 2-płytowy)

## Wybrana filmografia
- 2002: Danke, Anke (serial)[10]
- 2003: Zauberhafte Heimat (serial)[10]
- 2006: Die Mozartshow[10]